# Ялиця одноколірна (пам'ятка природи)
Яли́ця одноко́лірна — ботанічна пам'ятка природи місцевого значення в Україні, об'єкт природно-заповідного фонду міста Львова. 
Зростає на вул. Мушака, біля будинку № 54, що є територією 4-ї міської комунальної лікарні. 
Площа пам'ятки — 0,05 га. Дерево віднесено до об'єктів природо-заповідного фонду Львівської області рішенням Львівського облвиконкому № 495 від 9 жовтня 1984 року. Перебуває у віддані 4-ї міської комунальної лікарні. 
Статус надано для збереження поодинокого дерева ялиці одноколірної, віком бл. 100 років. 